# Galesauridae
De Galesauridae zijn een familie van uitgestorven cynodonten uit het tijdvak Trias. Fossiele resten van de galesauriërs zijn gevonden in Zuid-Afrika (Karoo Beds) en Antarctica (Fremouw-formatie) en Brazilië.
De galesauriërs ontwikkelden zich in het Laat-Perm of Vroeg-Trias uit de procynosuchiden. Alle soorten waren ongeveer 50 cm lange omnivoren of carnivoren die jacht maakten op onder meer kleine dicynodonten en ongewervelde dieren. Aan het einde van het Vroeg-Trias stierven de galesauriërs uit en werden vervangen door de chiniquodonten en Cynognathus. Waarschijnlijk waren de galesauriërs ook warmbloedig.

## Beschrijving
Samen met de familie Thrinaxodontidae en de uitgebreide clade Eucynodontia (waartoe ook de zoogdieren behoren), vormt ze het niet-geordende taxon Epicynodontia. Galesauriden verschenen voor het eerst in het Laat-Perm, slechts een miljoen jaar (of misschien slechts duizend jaar) voor de grootste uitsterving aller tijden, de Perm-Trias extinctie.
Galesauriden behoren tot de meest primitieve Epicynodontia. Misschien leken ze op basale cynodonten zoals de Procynosuchidae, en misschien stamden ze af van een Procynosuchide-achtige voorouder, maar de galesauriden waren geavanceerder dan de basale cynodonten. Het is duidelijk dat veel galesauriërs, net als veel andere epicynodontiërs, een volledig secundair verhemelte hadden, waardoor ze voedsel konden doorslikken tijdens het ademen, en het tandbeen was vergroot ten opzichte van dat van hun voorouders. Hun temporale fenestrae zijn veel groter dan die van de procynosuchiden, maar niet zo groot als bij de verder gevorderde epicynodonten. Hun snuiten zijn eerder breed dan hoog en ze liepen mogelijk rechtop, met de poten onder het lichaam zoals de meeste andere cynodonten.
Fossielen van galesauriden worden bijna overal ter wereld gevonden. Ze behoorden tot de overlevenden van het Perm-Trias extinctie, maar ze stierven uit in het Midden-Trias, net als de therocephaliërs. Tot de geslachten van de familie Galesauridae behoort onder andere de naamgenoot Galesaurus.

## Indeling
De familie Galesauridae omvat zeven geslachten en acht soorten. Op Thrinaxodon na zijn alle soorten alleen gevonden in Zuid-Afrika.
- Cynosaurus
  - Cynosaurus suppostus
- Galesaurus
  - Galesaurus planiceps
- Nanictosaurus
  - Nanictosaurus kitchingi
- Platycraniellus
  - Platycraniellus elegans
- Progalesaurus
  - Progalesaurus lootsbergenesis
- Thrinaxodon
  - Thrinaxodon liorhinus
  - Thrinaxodon brasiliensis
- Bolotridon
  - Bolotridon frerensis